# Menhir von Gößnitz
Der Menhir von Gößnitz (auch Langer Stein genannt) ist ein vorgeschichtlicher Menhir bei Gößnitz, einem Ortsteil der Gemeinde An der Poststraße im Burgenlandkreis, Sachsen-Anhalt.

## Lage
Der ursprüngliche Standort des Steins war nach Waldtraut Schrickel ein Flurstück namens „Langer Stein“, westlich von Gößnitz, in der Nähe des Forstes. Sie identifizierte den einst dort vorhandenen Stein mit einem am Waldrand, am Weg nach Lindenberg und Marienthal aufgestellten Grenzstein.

## Beschreibung
Der Stein besteht aus Sandstein und ist pfeilerförmig. Er hat eine Höhe von 0,8 m, eine Breite von 0,48 m am Fuß und 0,35 m am oberen Ende sowie eine Dicke von 0,2 m. Auf der Vorderseite ist oben die Zahl 209 und am Fuß die Jahreszahl 1879 angebracht. Auf der Rückseite weist der Stein Schlagspuren auf, die vermutlich modern sind. Nach Schrickel wurde der Stein sehr wahrscheinlich im 19. Jahrhundert im Zuge der Separation von seinem ursprünglichen Standort entfernt und als Grenzstein am Waldrand aufgestellt.
Funde aus der Umgebung des Steins stammen aus der Jungsteinzeit (darunter Funde der Glockenbecherkultur), aus der Vollbronzezeit und dem Mittelalter.
Der aktuelle Zustand des Steins ist unklar. Hans-Jürgen Beier führte ihn 1991 noch als erhalten, in der Bodendenkmalliste des Landes Sachsen-Anhalt von 2016 ist er allerdings nicht verzeichnet.

## Der Menhir in regionalen Sagen
In der Nähe des Menhirs wurde ein Findling als Denkmal für einen 1914 von Wilderern erschossenen Revierförster aufgestellt. Zu diesem ist die Sage überliefert, dass dort zur Geisterstunde ein schwarzer Hund mit tellergroßen Augen sein Unwesen treibt. Nach Schrickel dürfte die Sage vom ursprünglichen Menhir auf den später dort aufgerichteten Stein übergegangen sein.